# Adolf Urban
Adolf Urban, né le 9 janvier 1914 à Gelsenkirchen et mort le 23 mai 1943 à Staraya Russa, est un joueur de football allemand.

## Biographie
Urban évolue au poste d'attaquant dans plusieurs clubs allemands, mais surtout à Schalke 04. 
Il compte 21 sélections en équipe d'Allemagne entre 1935 et 1941 et y inscrit 11 buts. Il participe notamment au tournoi de football lors des Jeux olympiques de 1936 à Berlin, compétition où l'Allemagne est éliminée en quart de finale. Lors du tournoi olympique, il inscrit trois buts contre le Luxembourg. Il inscrira par la suite deux buts contre la France à l'occasion d'un match amical en 1937.
Il meurt en 1943 à Staraya Russa dans l'armée nazie pendant la seconde Guerre mondiale. Il est le seul joueur allemand ayant participé à la célèbre victoire face au Danemark en 1937 (la Breslau-Elf) à décéder pendant les combats.